# IC 646
IC 646 ist eine  Spiralgalaxie mit aktivem Galaxienkern vom Hubble-Typ Sa im Sternbild Großer Bär am Nordsternhimmel. Sie ist schätzungsweise 627 Millionen Lichtjahre von der Milchstraße entfernt und hat einen Durchmesser von etwa 165.000 Lichtjahren.

Im selben Himmelsareal befindet sich u. a. die Galaxie NGC 3398.
Das Objekt wurde am 8. Mai 1890 vom US-amerikanischen Astronomen Lewis Swift entdeckt.